# Шахты (Свердловская область)
Шахты — посёлок в городском округе Верхняя Пышма Свердловской области. Управляется Балтымским сельским советом. Площадь поселка 1,420 кв.км.

## География
Населённый пункт расположен неподалёку от западного берега озера Балтым в 6 километрах на северо-запад от административного центра округа — города Верхняя Пышма.

### Часовой пояс
Шахты как и вся Свердловская область, находится в часовой зоне МСК+2. Смещение применяемого времени относительно UTC составляет +5:00.

## Население
| 2002 | 2010 |
| ---- | ---- |
| 1    | →1   |

## Инфраструктура
Посёлок разделён на шесть улиц (Берёзовая, Дачная, Лесная, Северная, Сосновая, Шахты) и два переулка (Зелёный, Сосновый).